# Списак основних школа у Новом Саду
Овде се налази списак државних основних школа на територији града Новог Сада.
| Основна школа                 | Адреса                                  | Година оснивања | Место                | Ранији називи |
| ----------------------------- | --------------------------------------- | --------------- | -------------------- | --- |
| ОШ „22. август”               | Трг жртава геноцида 1                   | 1973.           | Буковац              | — |
| ОШ „Алекса Шантић”            | Војводе Путника 6                       | 1921.           | Степановићево        | — |
| ОШ „Бранко Радичевић”         | Футошка 5                               | 1802.           | Нови Сад             | — |
| ОШ „Васа Стајић”              | Војводе Книћанина 12 б                  | 1922.           | Нови Сад             | „Шумска школа” · Magyar kiralyi allami elemi parki nepiskola/Ujvidek · „Јосип Јурај Штросмајер” · Основна школа број 8 · Осмољетка број 7 · Осмогодишња школа „Васа Стајић”                                                                                     |
| ОШ „Вељко Влаховић”           | VIII улица број 2                       | 1977.           | Нови Сад Шангај      | — |
| ОШ „Вељко Петровић”           | Краља Петра I 36                        | 1955.           | Бегеч                | — |
| ОШ „Вук Караџић”              | Радоја Домановића 24                    | 1912.           | Нови Сад Салајка     | „Степа Степановић” |
| ОШ „Десанка Максимовић”       | Царице Милице 1                         | 1950.           | Футог                | — |
| ОШ „Доситеј Обрадовић”        | Филипа Филиповића 3                     | 1961.           | Нови Сад Детелинара  | — |
| ОШ „Душан Радовић”            | Ченејска 61                             | —               | Нови Сад Слана бара  | „Краљ Петар Први” · Б · Основна школа „Ђура Јакшић” · „Новосадски партизански одред” |
| ОШ „Ђорђе Натошевић”          | Максима Горког 54                       | 1955.           | Нови Сад             | — |
| ОШ „Ђура Даничић”             | Душана Васиљева 19                      | 1960.           | Нови Сад Подбара     | — |
| ОШ „Ђура Јакшић”              | Краља Петра I 9                         | 1763.           | Каћ                  | — |
| ОШ „Жарко Зрењанин”           | Булевар деспота Стефана 8               | —               | Нови Сад Лиман 3     | — |
| ОШ „Иван Гундулић”            | Гундулићева 9, Партизанска 2 Ченеј      | 1953.           | Нови Сад Подбара     | Алмашка православна српска основна школа до 1918. · Државна народна школа „Змај Јова” од 1932. · Алмашка мађарска краљевска државна народна основна школа од 1941. · Основна школа „Змај Јова” од 1944. · Државна школа број 7 од 1945. · Основна школа број 13 |
| ОШ „Иво Андрић”               | Школска 3                               | 1966.           | Будисава             | „Моше Пијаде” |
| ОШ „Иво Лола Рибар”           | Краљевића Марка 2а                      | 1809.           | Нови Сад Роткварија  | Српска народна школа |
| ОШ „Јован Дучић”              | Прерадовићева 6 Малинова 2а             | 1876.           | Петроварадин         | Непотпуна мешовита нижа гимназија · ОШ „Владимир Назор” |
| ОШ „Јован Јовановић Змај”     | Школска 3 и Ђурђевданска 3 Нови Лединци | 1701.           | Сремска Каменица     | — |
| ОШ „Јован Поповић”            | Раваничка 2 др Илије Ђуричића 2         | 1960.           | Нови Сад Лиман 2     | — |
| ОШ „Јожеф Атила”              | Шарпланинска 28                         | 1929.           | Нови Сад Телеп       | — |
| ОШ „Коста Трифковић”          | Берислава Берића 2                      | 1964.           | Нови Сад Роткварија  | — |
| ОШ „Лаза Костић”              | Лазе Костића 46                         | 1735/1740.      | Ковиљ                | „Српска народна школа” |
| ОШ „Људовит Штур”             | Железничка 3                            | —               | Кисач                | . |
| ОШ „Марија Трандафил”         | Паунова 14                              | 2009.           | Ветерник             | — |
| ОШ „Милош Црњански”           | Анђе Ранковић 2                         | 1962.           | Нови Сад Сателит     | „Борис Кидрич” |
| ОШ „Мирослав Антић”           | Раде Кончара бр. 2                      | 1985.           | Футог                | Основна школа „Херој Пинки” |
| ОШ „Михајло Пупин”            | Краља Александра 38                     | 1966.           | Ветерник             | — |
| ОШ „Никола Тесла”             | Футошки пут 25а                         | 1956.           | Нови Сад Телеп       | — |
| ОШ „Петефи Шандор”            | Боре Продановића 15а                    | 1955.           | Нови Сад Сајмиште    | „XIII осмогодишња школа” |
| ОШ „Прва војвођанска бригада” | Сељачких буна 51/а                      | —               | Нови Сад Ново насеље | „Ново Насеље” |
| ОШ „Свети Сава”               | Јована Јовановића Змаја 24, Руменка     | 1955.           | Руменка              | „22. октобар” |
| ОШ „Светозар Марковић Тоза”   | Јанка Чмелика 89                        | 1976.           | Нови Сад Детелинара  | — |
| ОШ „Соња Маринковић”          | Пушкинова 28                            | 1959/1960.      | Нови Сад Грбавица    | „Мита Нешковић” · „Бранко Радичевић” |